# Hórreo (Roma Antiga)

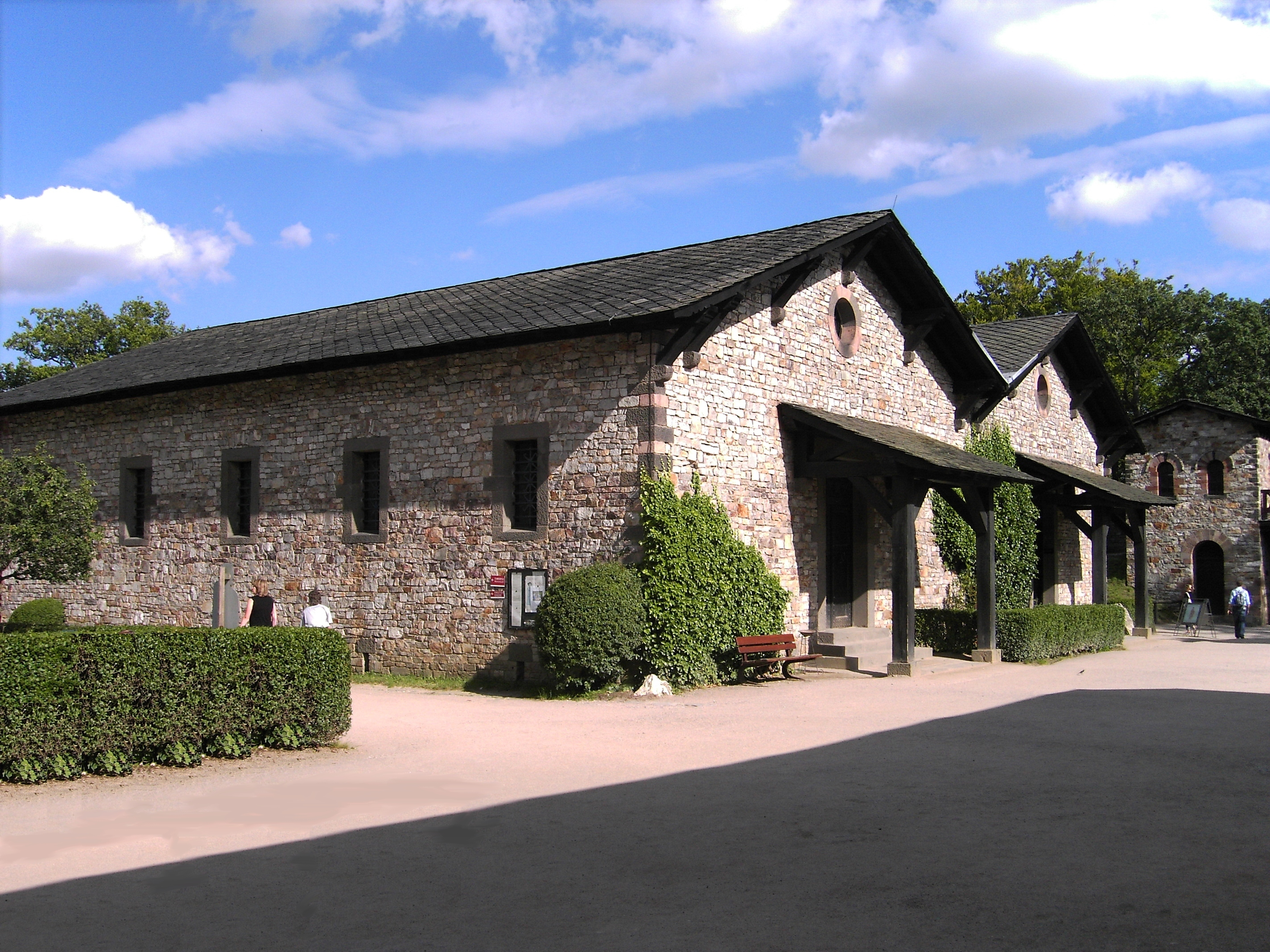
Reconstrução do hórreo de Salburgo, Alemanha

Hórreo (em latim: horreum; plural: horrea) foi um tipo de armazém público usado durante a Roma Antiga. Embora o termo latino é frequentemente empregado para referir-se a celeiros, os hórreos romanos eram usados para estocar outros tipos de produtos; os Hórreos de Galba (em latim: Horrea Galbae) em Roma eram usados não apenas para estocar grãos, mas também azeite, vinho, outros gêneros alimentícios, roupas e mesmo mármore. Pelo fim do período imperial, a cidade de Roma tinha em torno de 300 hórreos para suprir suas demandas. Os maiores foram enormes, mesmo para os padrões modernos; os Hórreos de Galba continham 140 salas apenas do térreo, cobrindo uma área de cerca de 21,000 m². A quantidade de espaço de armazenamento disponível nos hórreos públicos pode ser julgada pelo fato de que quando o imperador Septímio Severo (r. 193–211) morreu em 211, diz-se que deixou os hórreos da cidade abastecidos com comida suficiente para suprir os 1 milhão de habitantes de Roma por 7 anos. Hórreos menores (embora similares) foram uma característica padrão das vilas, cidades e fortes por todo o império; exemplos bem preservados de hórreos militares foram escavados no Muralha de Adriano na Inglaterra, notadamente nos fortes de Vercovício, Coria e Arbeia.
Os primeiros hórreos construídos em Roma são datados do final do século II a.C., com o primeiro hórreo público conhecido sendo construído pelo mal sucedido tribuno Caio Graco em 123 a.C.. A palavra veio a ser empregada para qualquer lugar designado para preservação de bens; assim, foi frequente o uso para referir-se a adegas (hórreo subterrâneo), mas podia também ser aplicado para um lugar onde obras de arte foram guardadas, ou mesmo bibliotecas. Alguns hórreos públicos funcionaram um tanto como bancos, onde itens valiosos podiam ser armazenados, mas a mais importante classe de hórreos foram aqueles onde víveres como grãos e azeite foram estocados e distribuídos pelo Estado. A insaciável demanda de Roma por víveres significou que a quantidade de bens que passou através de alguns hórreos da cidade era imensa, mesmo para padrões modernos. Na colina artificial do Monte Testácio em Roma, que localiza-se atrás do sítio dos Hórreos de Galba, estima-se que contêm os restos de ao menos 53 milhões de ânforas de óleo nas quais cerca de 6 bilhões de litros (1.58 bilhão de galões) de óleo foram importados.

## Projeto e nome

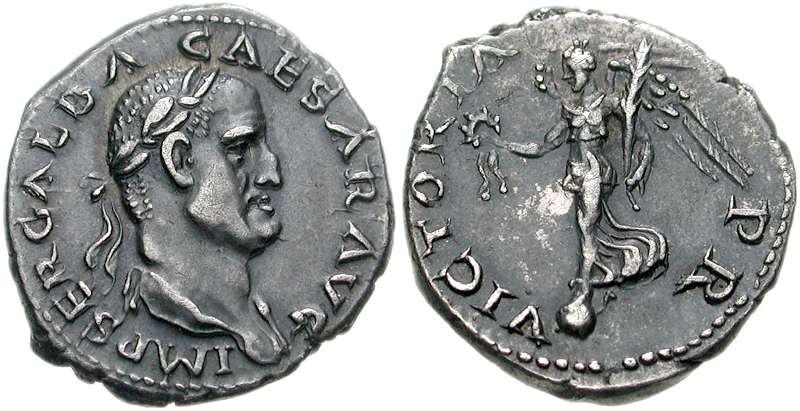
Denário com efígie de Galba r.

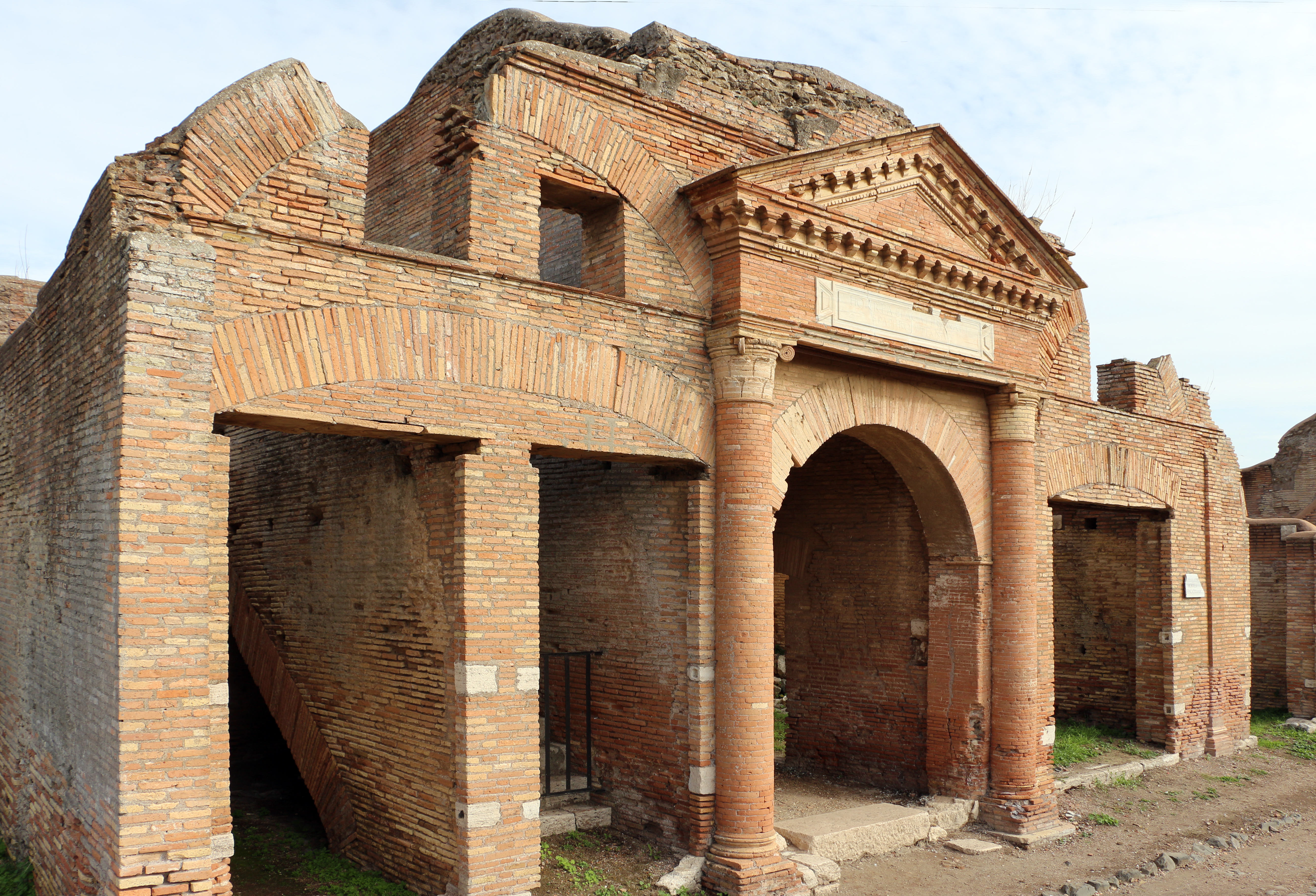
Entrada dos Hórreos Epagatianos e Epafroditianos (Horrea Epagathiana et Epaphroditiana), localizado em Óstia e datado de 145-150.

Os hórreos de Roma e seu porto, Óstia, eram compostos por 2 ou mais andares. Eram construídos com rampas, ao invés de escadas, para fornecer um acesso facilitado aos níveis superiores. Hórreos de grãos tinham seus andares térreos erguidos em pilares para reduzir a probabilidade de ficarem úmidos e estragar os bens. Muitos hórreos parecem ter servido como grandes áreas comerciais com fileiras de pequenas lojas (tabernas) fora dum pátio central; alguns pode ter sido razoavelmente elaborados, talvez servido como um equivalente das modernas galerias comerciais. Outros, como aqueles em Óstia, dispensavam o pátio central e ao invés dele tinham fileiras de tabernas situadas consecutivamente. No Oriente Médio, hórreos tiveram um projeto muito diferente com uma única fileira de tabernas muito profundas, todas abertas para o mesmo lado; isso reflete um estilo arquitetônico que foi amplamente seguido nos complexos palacianos e templos da região, bem antes da chegada dos romanos.
Como é natural, a segurança e proteção contra fogo eram preocupações principais. Hórreos foram frequentemente construídos com muros muito espessos (tanto quanto 1 m) para reduzir o perigo de incêndio, e as janelas eram sempre estreitas e localizadas no alto da parede para evitar furtos. Portas eram protegidas com elaborados sistemas de trancas e ferrolhos. Mesmo os maiores hórreos geralmente somente tinham duas ou três portas externas, que frequentemente eram bastante estreitas e não teriam permitido a entrada de carroças. O árduo objetivo de transportar bens para dentro, fora ou em torno dos hórreos era muito provavelmente realizado por apenas trabalho manual; os maiores hórreos assim deveriam ter um enorme equipe de trabalhadores.
Os hórreos romanos eram nomeados individualmente, alguns tendo nomes indicando as mercadorias que estocavam (e provavelmente vendiam), tal como cera (Candelário), papel (Cartário) e pimenta (Piperatário). Outros foram nomeados em honra a imperadores ou outros indivíduos relacionados com a família imperial, como os supracitados Hórreos de Galba, que foram aparentemente nomeados em honra ao imperador do século I Galba (r. 68–69). Um hórreo particularmente bem-preservado em Óstia, os Hórreos Epagatianos e Epafroditianos (em latim: Horrea Epagathiana et Epaphroditiana), teria sido nomeado, segundo uma inscrição, em honra a dois libertos (presumivelmente seus proprietários), Epágato e Epafródito.